# Cmentarz na Zaspie

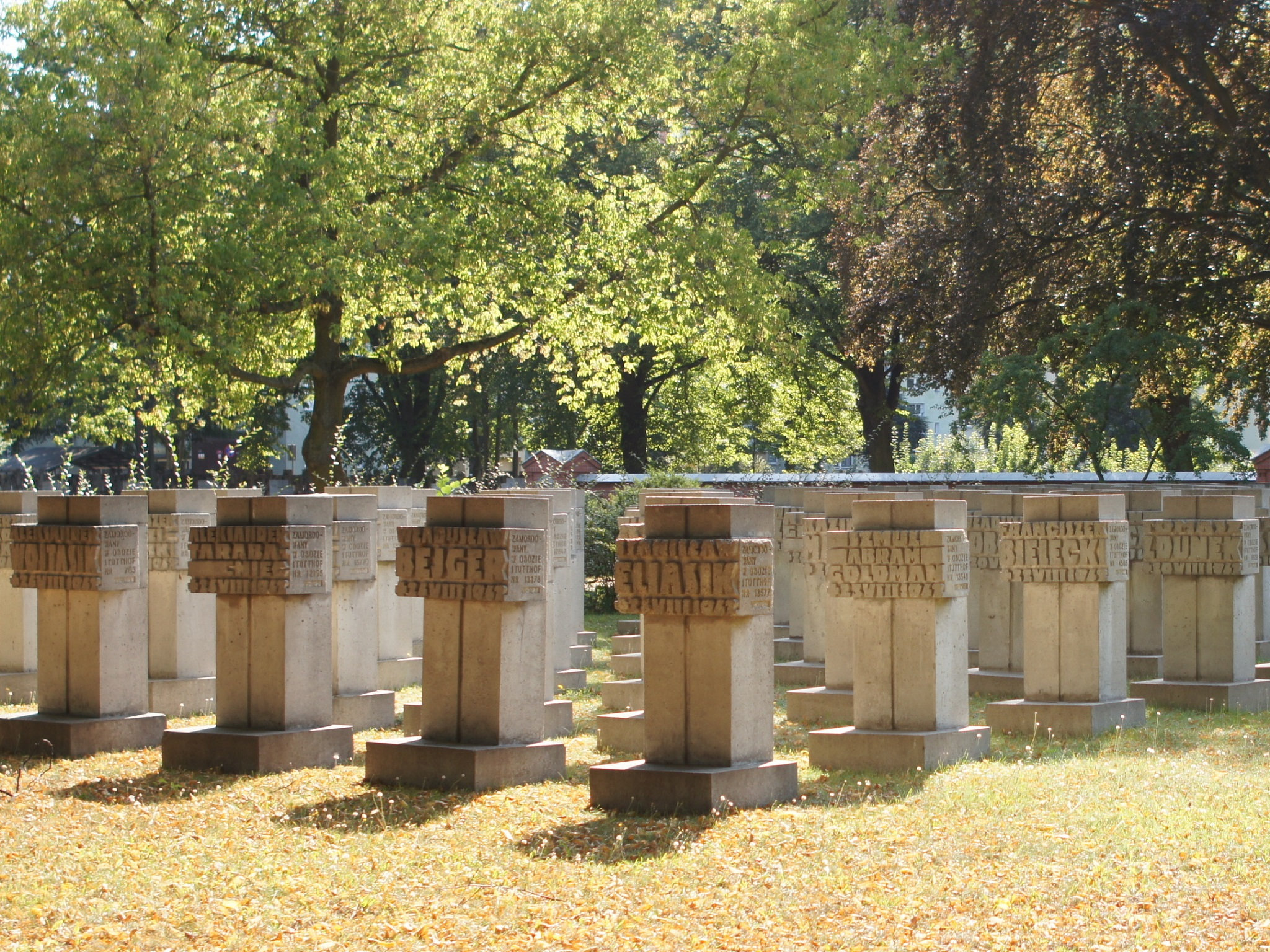
Ehrengräber in Zaspa

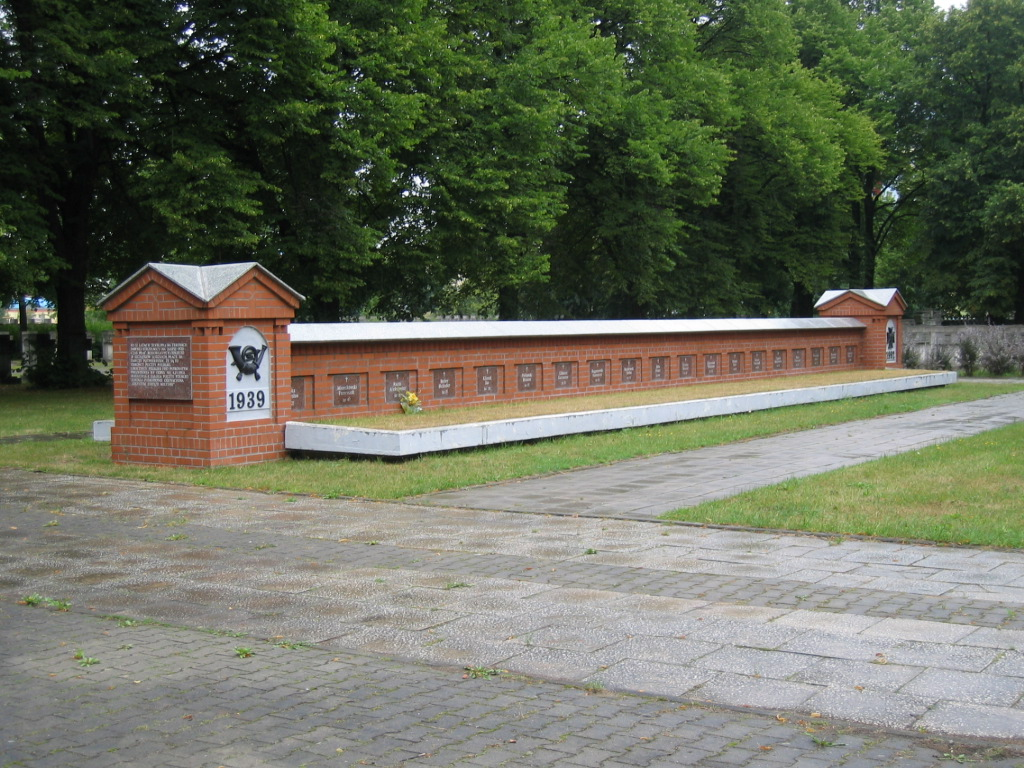
Grab der ermordeten Verteidiger der Polnischen Post

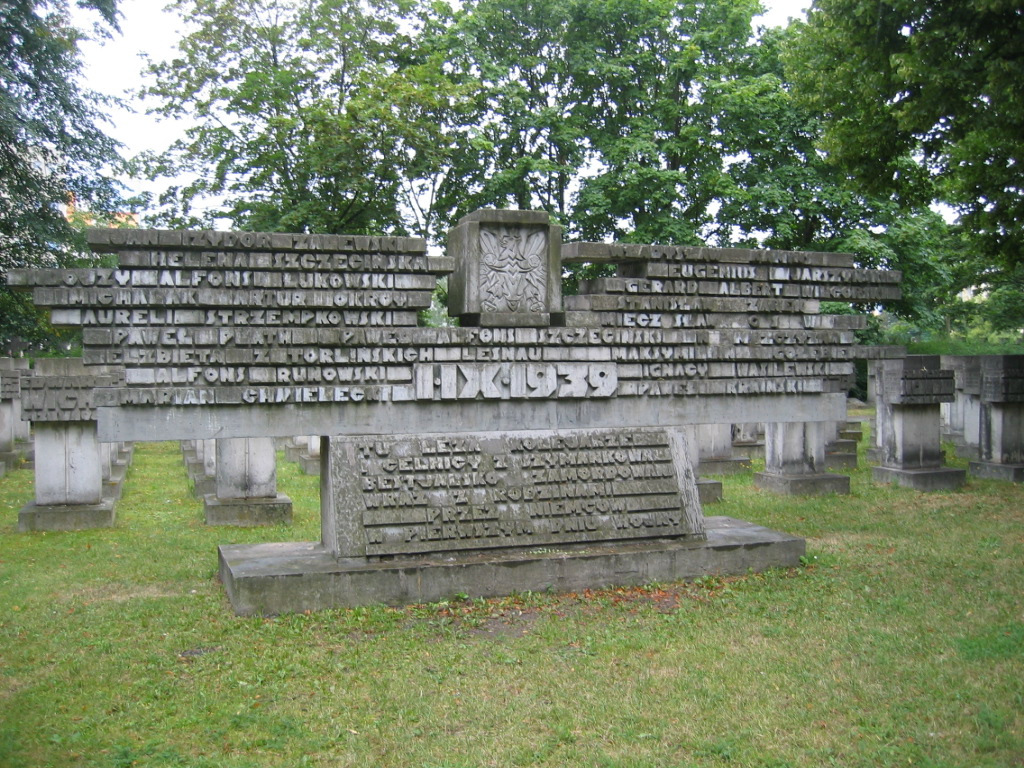
Denkmal für die Opfer von Simonsdorf

Der Cmentarz na Zaspie – Cmentarz Ofiar Hitleryzmu (deutsch Friedhof Zaspa, für Opfer des Hitler-Regimes) ist ein Ehrenfriedhof im Stadtteil Zaspa (Saspe) der Stadt Gdańsk (Danzig) in Polen.

## Geschichte
Der Friedhof wurde 1895 als Armenfriedhof für die Danziger Lazarettkirche angelegt. Auf Kosten der Stadt wurden hier meist Arme, Selbstmörder oder Gefängnisinsassen begraben. Ab 1914 diente er auch als Friedhof für Feuerbestattete. Im Ersten Weltkrieg wurden Kriegsgefangene begraben, die in den 1920er Jahren zum Teil exhumiert und in Kriegsgräberstätten beigesetzt wurden.

### Zweiter Weltkrieg
Von Anfang September 1939 bis September 1942 diente der Friedhof als Grabstätte für die im KZ Stutthof ums Leben gekommenen Häftlinge. Hier wurden auch die Toten der Außenlager Troyl und Kokoschken beigesetzt, die bei den Zwangsarbeitseinsätzen an Entkräftung starben. Historiker schätzen die Zahl der in Zaspa beigesetzten auf bis zu 14000 Tote.

## Folgezeit
Nach 1945 wurde der Friedhof ein Ort des Gedenkens. Prominente Opfer, die bei Stutthof verscharrt wurden, hatte man exhumiert und nach Identifikation in Einzelgräbern beigesetzt. Seit 1951 wurde er zum Ehrenfriedhof umgestaltet. Für Beisetzungen wurde er 1956 geschlossen.

## Anlage
Der Friedhof hat eine Größe von 3,3 Hektar und die Form eines unregelmäßigen Vierecks. Das Gebiet gehört zu den Danziger Stadtteilen Wrzeszcz Dolny (Langfuhr) und Zaspa-Rozstaje (Saspe-Eckhof) an der ul. Bolesława Chrobrego 88.

### Gemeinschaftsgräber
- Verteidiger der polnischen Post 1939
- Denkmal für die Opfer von Simonsdorf 1939

## Prominente Bestattete

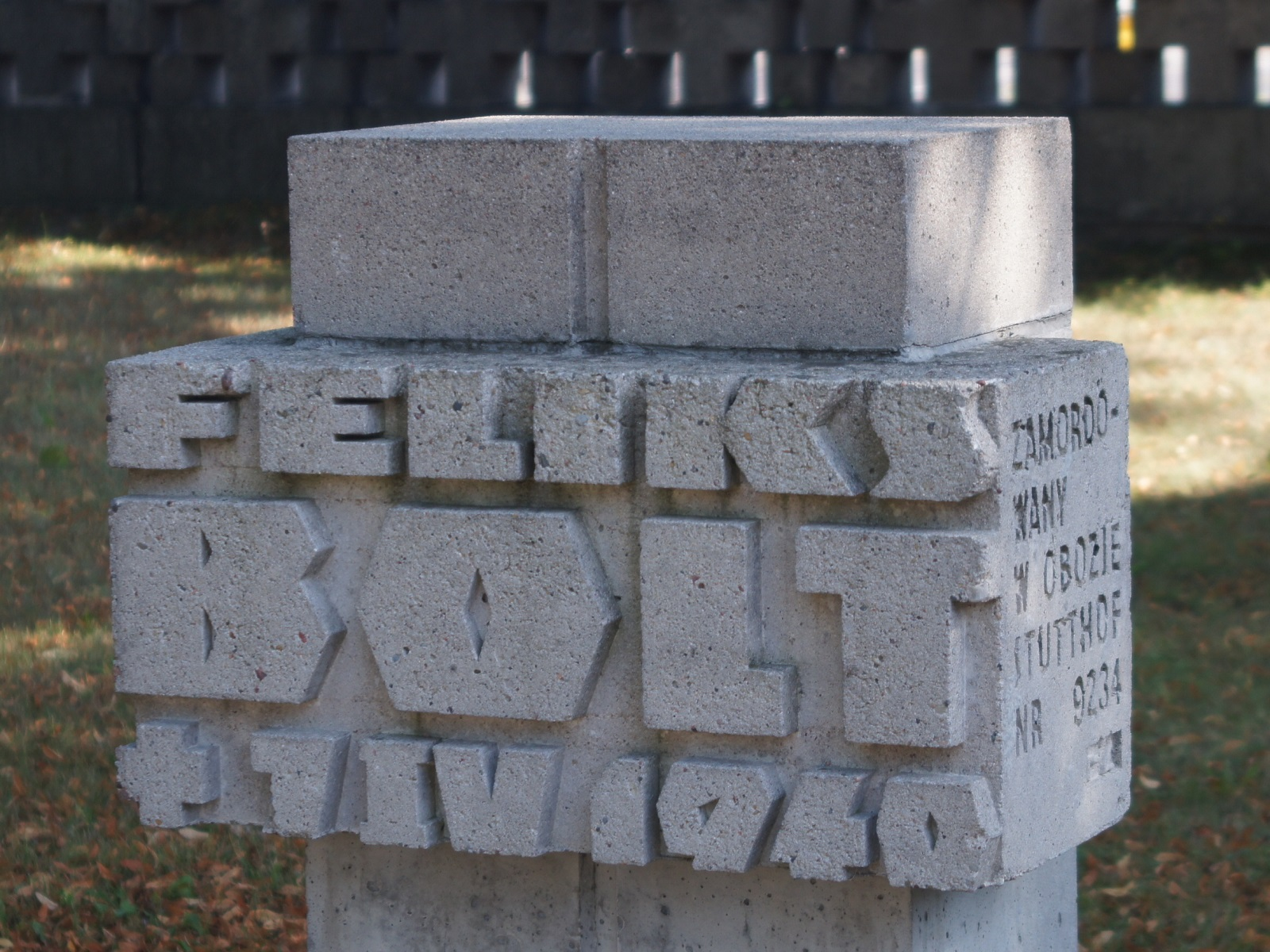
Grabdenkmal für Feliks Bolt

- Feliks Bolt, Priester und Politiker, 1940 umgekommen
- Marian Górecki, Priester, 1940 erschossen, 1999 Seligsprechung
- Konrad Guderski, Kommandant und Verteidiger der polnischen Post
- Jan Klimek, Postbeamter, 1939 erschossen
- Bronisław Komorowski, Priester, 1940 erschossen, 1999 Seligsprechung
- Anton Lendzion, Mitglied des Danziger Volkstags, 1940 erschossen
- Stefan Mirau, Arzt, starb 1942 im KZ Stutthof an Typhus
- Roman Ogryczak, in der Internierung schwer misshandelt, † 30. September 1939
- Franciszek Rogaczewski, Priester, 1940 erschossen, 1999 Seligsprechung
- Władysław Szymanski, Priester, 1940 erschossen
- Bernhard von Wiecki, Priester, 1940 erschossen.